# Attersee am Attersee
Attersee am Attersee es una localidad del distrito de Vöcklabruck, en el estado de Alta Austria, Austria, con una población estimada a principio del año 2018 de 1585 habitantes. 
Se encuentra ubicada al este del estado, junto al lago Atter (Attersee), cerca de la frontera con el estado de Salzburgo, al sur del río Danubio y al suroeste de la ciudad de Linz —la capital del estado—.